# Cessna 303
Cessna T303 Crusader är ett tvåmotorigt, lågvingat monoplan från Cessna i helmetallkonstruktion försett med ett landställ av noshjulstyp.